# Hayes County
Hayes County är ett administrativt område i delstaten Nebraska, USA, med 967 invånare. Den administrativa huvudorten (county seat) är Hayes Center.  

## Geografi
Enligt United States Census Bureau har countyt en total area på 1 847 km². 1 847 km² av den arean är land och 0 km² är vatten. 

### Angränsande countyn
- Frontier County - öst
- Hitchcock County - syd
- Dundy County - sydväst
- Chase County - väst
- Perkins County - nordväst
- Lincoln County - nord